# Pierre Charles L'Enfant
Pierre (Peter) Charles L'Enfant (2. srpen 1754, Anet (Eure-et-Loir), Francie – 14. červen 1825, Prince George's County, Maryland) byl francouzsko-americký architekt a zeměměřič. Vytvořil první územní plány pro nové hlavní město USA, nyní známé jako Washington D.C.

## Život
L'Enfant byl synem dvorního malíře na dvoře Ludvíka XVI. ve Versailles. Studoval na Královské akademii malby a sochařství v Paříži, ale obdržel povolávací rozkaz jako vojenský inženýr. Ve 23 letech, roku 1777, přijel do Ameriky s koloniálním vojskem kontinentální armády. V bitvě o Savannah byl zajat Brity. Po válce využil své umělecké průpravy, znalosti velkých staveb v Paříži a Versailles i svých technických schopností.
Bylo známo, že byl homosexuál, ovšem taktně se o tom mlčelo.

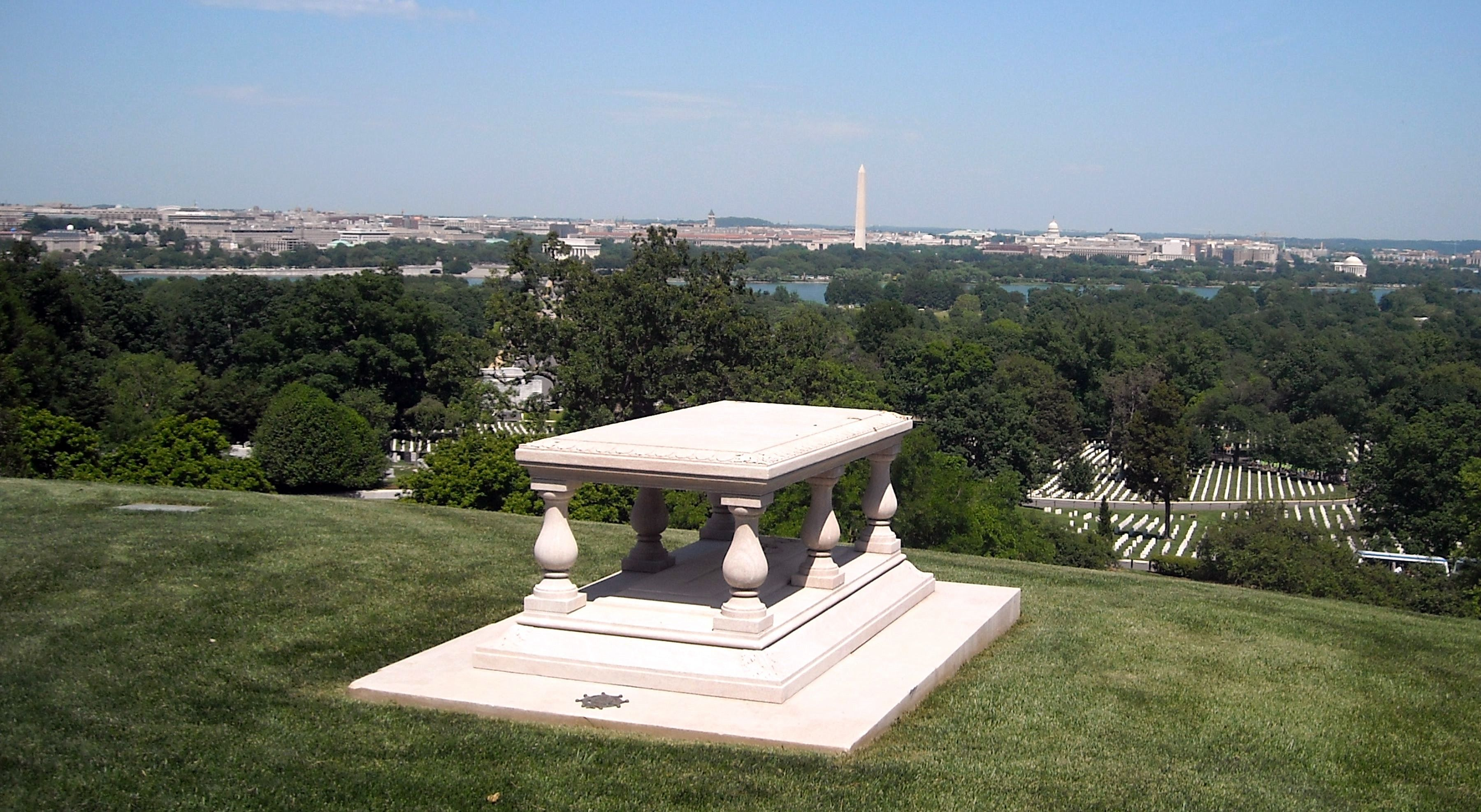
Hrob P. C. L'Enfanta na Arlingtonském národním hřbitově, v pozadí Wahington D. C.

L'Enfant zemřel jako chudý muž, byl pohřben na farmě Green Hill v Chillumu v Marylandu. Jeho tělo bylo však později exhumováno a pozůstatky pohřbeny na Arlingtonském národním hřbitově.

## Dílo
L'Enfant měl vypracovat plán na nové hlavní město. Rozhodl se rozmístit hlavní budovy a náměstí tak, že je spojil úhlopříčnými liniemi širokých tříd na mříži ulic. Třídy porušovaly jednotvárnost pravidelných bloků a umožňovaly výhled do dálky. Byly také logickým řešením, jak zmenšit vzdálenosti a tím i dobu cesty mezi hlavními body. Tím, že umístil hlavní budovy na křižovatky diagonál, věřil, že se město bude později rozrůstat rovnoměrně. Hlavní diagonálou měla být Pennsylvania Avenue, třída vedoucí od Kapitolu k Bílému domu.
Pro neshody se zadavatelem objednávky – americkou vládou – byl z projektu odstaven. Přesto byly jeho důmyslné plány použity.